# チャンスの順番
「チャンスの順番」（チャンスのじゅんばん）は、日本の女性アイドルグループ・AKB48の楽曲。楽曲は秋元康により作詞、小西裕子により作曲されている。2010年12月8日にAKB48のメジャー19作目のシングルとしてキングレコードから発売された。楽曲のセンターポジションは内田眞由美が務めた。

## 背景とリリース
楽曲を歌唱する選抜メンバーは、じゃんけんのみにより決定されている。リリースに先駆けて、2010年9月21日に日本武道館で開催された『AKB48 19thシングル選抜じゃんけん大会』が開催されており、このイベントで16位以内に入ったメンバーが選抜メンバーとして楽曲を歌唱している。イベントで優勝した内田眞由美がセンターポジションを務めている。この曲で初選抜や数年ぶりの選抜となったメンバーが多かったため、楽曲の歌詞は「誰にでもチャンスは訪れる」という内容になった。
本作の発売日は劇場5周年の記念日と重なった。
前作からの選抜入りは、河西智美、小嶋陽菜、高城亜樹、前田敦子の4人。石田晴香、内田眞由美、佐藤すみれ、田名部生来、近野莉菜、中塚智実、前田亜美、松井咲子の8人が初選抜。選抜復帰のメンバーは4人で、仲川遥香は『ヘビーローテーション』以来2作ぶり、倉持明日香は『言い訳Maybe』以来6作ぶり、小林香菜と佐藤夏希の2人は『軽蔑していた愛情』以来16作ぶりの選抜入りとなる。一方、板野友美、大島優子、北原里英、高橋みなみ、宮澤佐江、松井珠理奈、渡辺麻友の7人は初選抜からの連続選抜記録が止まった。また『大声ダイヤモンド』以降、姉妹グループであるSKE48のメンバーからもAKB48のシングルに選抜されてきたが、本作ではカップリング曲を含めて姉妹グループメンバーは一切参加していない。長らく本作を最後に｢AKB48のメンバーのみが参加するシングル」は途切れていたが、2021年9月29日に発売された58thシングル『根も葉もRumor』で約10年9か月ぶりに復活した。
楽曲のシングル盤は「Type-A」「Type-K」「Type-B」「劇場盤」の4種類がリリースされた。劇場盤は販路限定盤でサイト「キャラアニ」を通して発売された。特典として、Type-A、K、Bの3種（初回プレスのみ）には共通で内田眞由美、石田晴香、佐藤すみれ、前田亜美が参加する「AKB48 19thシングルトーク&握手会」（関西・東海・関東）の応募はがきが封入されている。劇場盤には「劇場盤発売記念大握手会」参加券およびメンバー個別生写真1枚（全48種類）が封入されている。通常盤の初回プレスを購入した全員が参加できる握手会は実施されていない。
キャッチコピーは「誰にもチャンスはある」。
ジャケットタイトル文字は内田が書いたものを使用している。
楽曲のミュージック・ビデオは丸山健志が監督を務めている。ビデオでも内田眞由美がセンターポジションを務めているほか、石田晴香と小嶋陽菜が内田をサポートするサブセンターを務めている。
楽曲は2010年12月3日の『ミュージックステーション』出演時に披露されている。
楽曲はバンダイナムコゲームス『AKB1/48 アイドルと恋したら…』のテーマソングに使用された。

## アートワーク
| Type-A | 石田晴香、内田眞由美、小嶋陽菜、佐藤すみれ、仲川遥香、前田亜美                     |
| Type-K | 倉持明日香、小林香菜、佐藤夏希、高城亜樹、中塚智実                                 |
| Type-B | 河西智美、田名部生来、近野莉菜、前田敦子、松井咲子                                 |
| 劇場盤 | 石田晴香、内田眞由美、小嶋陽菜、佐藤すみれ、佐藤夏希、高城亜樹、仲川遥香、前田亜美 |

## チャート成績
発売前日の2010年12月7日付オリコンデイリーシングルチャートで推定売上枚数約47万1000枚を記録。これは発売当時、前作『Beginner』の発売前日付（56万8000枚）に次ぐ記録だった。また、2010年度のオリコン年間シングルチャートにおいては、初日の枚数のみでKAT-TUNの『Love yourself 〜君が嫌いな君が好き〜』（本作発売直前における年間暫定10位）の累積売上を抜き、初日の売上のみで年間10位に位置づけた。なお、暫定9位以上には嵐とAKB48の作品のみがランクインしていたため、本作の暫定TOP10入りにより、年間TOP10がこの2グループの作品で占められることになった。このことを受けてあまりアイドルを取り上げない『WHAT's IN?』が、「二大アイドル時代」と称して特集した。
発売日である2010年12月8日付同チャートでは約5万5000枚を記録。2日で推定売上枚数の合計が約50万枚に達した。3日目には前作を除く自身のそれまでの全シングルの初動売上を上回った。
2010年12月20日付オリコン週間シングルチャートで1位を記録。チャート1位は『RIVER』から6作連続・通算6作目となった。女性グループによる連続1位記録は、おニャン子クラブが1986年から1987年にかけて記録した6作連続と並ぶタイ記録となった。
AKB48は2010年にリリースした5作品すべてで1位を記録しており、女性アーティストによる1年あたりの1位記録数はピンク・レディーが1978年に記録した5作品と並ぶ最多タイ記録となった。なお、出典記事ではAKB48の記録を「女性アーティストとしてはピンク・レディー以来32年ぶり」としているが、実際には浜崎あゆみが2001年に5作品（単独名義のみ）で1位を記録しているため、女性アーティストとしては9年ぶり。
最終的な初動売上は約59万7000枚となり、2010年に発売されたシングルのうちでは自身の前作『Beginner』に次ぐ2番目に多い枚数となった。2010年度のオリコン年間シングルチャートでは集計期間の関係で初動の1週間のみの集計となったが、8位にランクインした。翌2011年度の同チャートでは76位にランクインし、2年連続で100位以内に入った。通算売上70万枚を記録している。

## シングル収録トラック

### Type-A
| #         | タイトル                                | 作詞      | 作曲      | 編曲      | 時間  |
| --------- | --------------------------------------- | --------- | --------- | --------- | ----- |
| 1.        | 「チャンスの順番」                      | 秋元康    | 小西裕子  | 生田真心  | 4:19  |
| 2.        | 「予約したクリスマス」                  | 秋元康    | 中川司    | 中西亮輔  | 4:13  |
| 3.        | 「胡桃とダイアローグ」(team A)          | 秋元康    | PJ        | 武藤星児  | 3:20  |
| 4.        | 「チャンスの順番 (off vocal ver.)」     |           |           |           | 4:18  |
| 5.        | 「予約したクリスマス (off vocal ver.)」 |           |           |           | 4:13  |
| 6.        | 「胡桃とダイアローグ (off vocal ver.)」 |           |           |           | 3:20  |
| 合計時間: | 合計時間:                               | 合計時間: | 合計時間: | 合計時間: | 23:43 |

| #  | タイトル                                                     | 作詞 | 作曲・編曲 | 監督     |
| -- | ------------------------------------------------------------ | ---- | ---------- | -------- |
| 1. | 「チャンスの順番 MUSIC CLIP」                                |      |            | 丸山健志 |
| 2. | 「予約したクリスマス MUSIC CLIP」                            |      |            | 長添雅嗣 |
| 3. | 「胡桃とダイアローグ MUSIC CLIP」                            |      |            | 中村太洸 |
| 4. | 「19thシングル 選抜じゃんけん大会 ドキュメント映像（前編）」 |      |            |          |

### Type-K
| #         | タイトル                                | 作詞      | 作曲      | 編曲           | 時間  |
| --------- | --------------------------------------- | --------- | --------- | -------------- | ----- |
| 1.        | 「チャンスの順番」                      | 秋元康    | 小西裕子  | 生田真心       | 4:19  |
| 2.        | 「予約したクリスマス」                  | 秋元康    | 中川司    | 中西亮輔       | 4:13  |
| 3.        | 「ALIVE」(team K)                       | 秋元康    | 山崎燿    | 野中“まさ”雄一 | 3:53  |
| 4.        | 「チャンスの順番 (off vocal ver.)」     |           |           |                | 4:18  |
| 5.        | 「予約したクリスマス (off vocal ver.)」 |           |           |                | 4:13  |
| 6.        | 「ALIVE (off vocal ver.)」              |           |           |                | 3:53  |
| 合計時間: | 合計時間:                               | 合計時間: | 合計時間: | 合計時間:      | 24:49 |

| #  | タイトル                                                     | 作詞 | 作曲・編曲 | 監督     |
| -- | ------------------------------------------------------------ | ---- | ---------- | -------- |
| 1. | 「チャンスの順番 MUSIC CLIP」                                |      |            | 丸山健志 |
| 2. | 「予約したクリスマス MUSIC CLIP」                            |      |            | 長添雅嗣 |
| 3. | 「ALIVE MUSIC CLIP」                                         |      |            | 丸山健志 |
| 4. | 「19thシングル 選抜じゃんけん大会 ドキュメント映像（中編）」 |      |            |          |

### Type-B
| #         | タイトル                                | 作詞      | 作曲      | 編曲           | 時間  |
| --------- | --------------------------------------- | --------- | --------- | -------------- | ----- |
| 1.        | 「チャンスの順番」                      | 秋元康    | 小西裕子  | 生田真心       | 4:19  |
| 2.        | 「予約したクリスマス」                  | 秋元康    | 中川司    | 中西亮輔       | 4:13  |
| 3.        | 「ラブ・ジャンプ」(team B)              | 秋元康    | 池間史規  | 野中“まさ”雄一 | 4:11  |
| 4.        | 「チャンスの順番 (off vocal ver.)」     |           |           |                | 4:18  |
| 5.        | 「予約したクリスマス (off vocal ver.)」 |           |           |                | 4:13  |
| 6.        | 「ラブ・ジャンプ (off vocal ver.)」     |           |           |                | 4:11  |
| 合計時間: | 合計時間:                               | 合計時間: | 合計時間: | 合計時間:      | 25:25 |

| #  | タイトル                                                     | 作詞 | 作曲・編曲 | 監督     |
| -- | ------------------------------------------------------------ | ---- | ---------- | -------- |
| 1. | 「チャンスの順番 MUSIC CLIP」                                |      |            | 丸山健志 |
| 2. | 「予約したクリスマス MUSIC CLIP」                            |      |            | 長添雅嗣 |
| 3. | 「ラブ・ジャンプ MUSIC CLIP」                                |      |            | 斎藤竜也 |
| 4. | 「19thシングル 選抜じゃんけん大会 ドキュメント映像（後編）」 |      |            |          |

### 劇場盤
| #         | タイトル                                | 作詞      | 作曲      | 編曲      | 時間  |
| --------- | --------------------------------------- | --------- | --------- | --------- | ----- |
| 1.        | 「チャンスの順番」                      | 秋元康    | 小西裕子  | 生田真心  | 4:19  |
| 2.        | 「予約したクリスマス」                  | 秋元康    | 中川司    | 中西亮輔  | 4:13  |
| 3.        | 「フルーツ・スノウ」(team 研究生)       | 秋元康    | 重永亮介  | 武藤星児  | 3:48  |
| 4.        | 「チャンスの順番 (off vocal ver.)」     |           |           |           | 4:18  |
| 5.        | 「予約したクリスマス (off vocal ver.)」 |           |           |           | 4:13  |
| 6.        | 「フルーツ・スノウ (off vocal ver.)」   |           |           |           | 3:48  |
| 合計時間: | 合計時間:                               | 合計時間: | 合計時間: | 合計時間: | 24:39 |

## 選抜メンバー
かっこ内は『AKB48 19thシングル選抜じゃんけん大会』での順位。
- 石田晴香（2位）
- 内田眞由美（1位）
- 河西智美（13位）
- 倉持明日香（10位）
- 小嶋陽菜（3位）
- 小林香菜（11位）
- 佐藤すみれ（6位）
- 佐藤夏希（7位）
- 高城亜樹（8位）
- 田名部生来（12位）
- 近野莉菜（16位）
- 仲川遥香（4位）
- 中塚智実（9位）
- 前田敦子（15位）
- 前田亜美（5位）
- 松井咲子（14位）

## 収録アルバム
- ここにいたこと
- 0と1の間